# Абу Саїд Усман II
Абу Саїд Усман II ібн Якуб (араб. أأبو سعيد عثمان بن يعقوب; нар. 1275/1276 — 1331) — 7-й маринідський султан Марокко в 1310—1331 роках.

## Життєпис
Походив з династії Маринідів. Син султана Абу Юсуф Якуба та Айши, доньки шейха Абу Атії Малхала ібн Ях'ї ал-Халті. Народився 1275 або 1276 року. Підтримав свого небожа Абу Табіт Аміра у 1307 році під час боротьби проти претендентів на трон.
1310 року після смерті другого небожа — султана Абу аль-Рабі Сулеймана посів трон. Спрямував зусилля для дотримання миру з мусульманськими сусідами. 1311 року уклав договір з гранадським еміром Насром I, за яким повернув тому міста Альхесірас і Ронда на Піренейському півострові. 1312 року розпочав перемовини з Абу Саїд Фараджем, валі Малаги, який запропонував здати султанові місто в обмін на допомогу в поваленні Насра I. Але знать, довідавшись про це, повалила Фараджа.
Наказав відродити й розбудувати місто Сале, в якому облаштували новий порт. Намагався створити тут торгівельний та військовий флот.
1315 року проти султана повстав син і спадкоємець Абу Алі, що захопив Фес. Втім спочатку Усман II розпочав з бунтівником мирні перемовини, пропонуючи спочатку зректися трону в обмін на намісництво в Тазі. Але, коли довідався про тяжку хворобу сина, то раптовим ударом захопив Фес. Абу Алі було позбавлено прав на трон, але не страчено й призначено валі в Сіджильмасі.
1316 року Ях'я ібн Абі Таліб з клану аль-Афзі, валі Сеути, оголосив про незалежність. Спроби підкорити його знову виявилися невдалими. 1319 року почав перемовини з гранадським еміром Ісмаїлом I щодо спільних дій проти Кастилії. Втім домовитися не вдалося.
1320 році син Абу Алі, валі Сіджильмаси, знову повстав. Він захопив південні провінції з містом Марракеш. В результаті виникла загроза існуванню держави. Султан рушив проти повсталих, яким у 1322 році завдав рішучої поразки у битві біля Умм-ер-Рбії, але дозволив синові зберегти владу в Сіджильмасі.

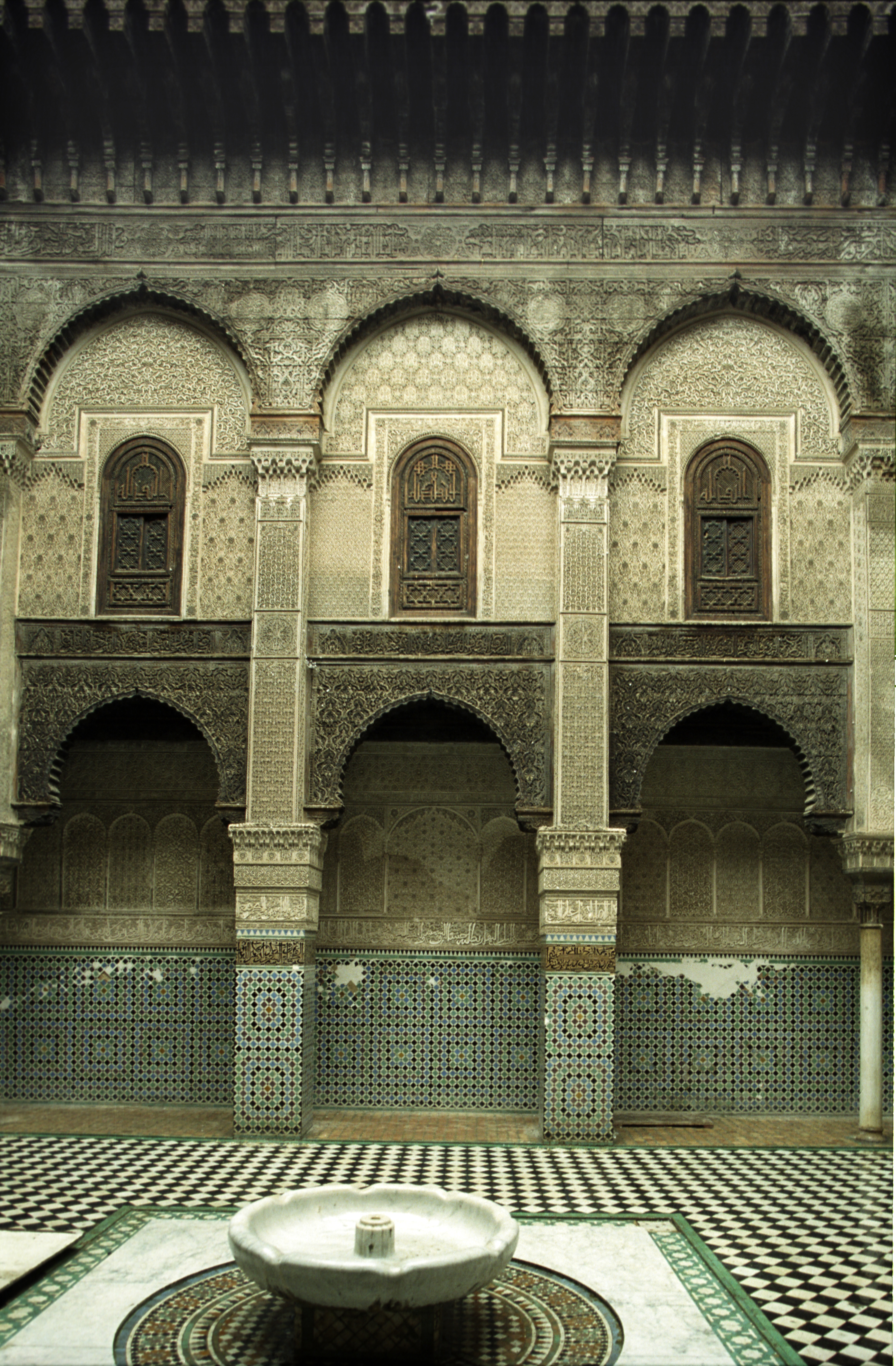
Медресе Аль-Аттарін

Водночас велику увагу приділяв розбудові міст, підтримував розвиток освіти й науки. Фундував великі столичні медресе — Фес-ель-Джедід (1320 року), Ес-Сахрідж (1321 року) і Аль-Аттарін (1323 року).
1327 року підтвердив союз з новим гранадським еміром Мухаммадом IV, яким опинився в складній ситуації внаслідок тиску Кастилії. Відповідно досягнутої між ними угоди, Мариніди спочатку отримали міста Ронду і Марбелью, а 1328 року — Альхесірас. 1329 році уклав союз з державою Хафсидів, яка воювала проти Заянідів, султан відправив проти останніх флот і військо.
1331 року невдовзі після урочистостей з нагоди прибуття з держави Хафсидів нареченої спадкоємця трону Абу'л Гасана султан помер у місті Таза.